# Лехден
Лехден (њем. Lähden) насеље јено место у њемачкој савезној држави Доња Саксонија. Једно је од 60 општинских средишта округа Емсланд. Посједује регионалну шифру (AGS) 3454026.

## Географски и демографски подаци
Место се налази на надморској висини од 30 метара. Површина општине износи 79,9 km². У самом мјесту је, према процјени из 2010. године, живјело 4.622 становника. Просјечна густина становништва износи 58 становника/km².